# Diffusionsligningen
Diffusionsligningen er den matematiske model for diffusion, som er spredningen af partikler som følge af tilfældige bevægelser. Det er en partiel differentialligning og er i sin fulde form givet ved:
{\displaystyle {\frac {\partial \phi (\mathbf {r} ,t)}{\partial t}}=\nabla \cdot {\big [}D(\phi ,\mathbf {r} )\ \nabla \phi (\mathbf {r} ,t){\big ]}}
hvor {\displaystyle \nabla } er nabla-operatoren, {\displaystyle t} er tiden, {\displaystyle \phi } er densiteten af diffunderende materiale, og {\displaystyle D} er diffusionskoefficienten.
Hvis diffusionskoefficienten er konstant, reducerer ligningen til:
{\displaystyle {\frac {\partial \phi (\mathbf {r} ,t)}{\partial t}}=D\nabla ^{2}\phi (\mathbf {r} ,t)}
hvilket har samme form som varmeligningen. Den minder desuden om Schrödinger-ligningen.
| Fysik | Spire Denne artikel om fysik er en spire som bør udbygges. Du er velkommen til at hjælpe Wikipedia ved at udvide den. |